# Passifloroideae
Passifloroideae je potporodica iz porodice Passifloraceae.
Tribusi unutar ove potporodice su:
| \| - Jongkindieae Breteler & F. T. Bakker - Paropsieae Noronha ex Thouars - Passifloreae DC. \| - Burnett, G.T. 1835. Outl. Bot.: 750, 1092, 1130 - Germplasm Resources Information Network (GRIN): Passifloroideae i popis rodova u potporodici Passifloroideae,, USAD-ov odjel za poljodjelstvo, služba za poljodjelska istraživanja. Pristupljeno 30. svibnja 2012. |
| - Jongkindieae Breteler & F. T. Bakker - Paropsieae Noronha ex Thouars - Passifloreae DC. |